# 逻辑词汇表
本文旨在提供一份尽可能完整的有关逻辑学主题的术语列表，按条目对应的英文词组排序。

## A
- 先验与后验
- 溯因推理——从一个观察开始，寻找最简单和最可能的解释的一种逻辑推理形式
- 抽象对象
- 抽象化——泛化的过程
- 人身攻击——带有贬义的意思，要侮辱人的话
- 诉诸无知——邏輯謬誤
- 肯定后件
- 分析
- 回指
- 前件
- 反对称关系
- 先验与后验
- 论证——试图说服，或确定，一个论点的真假
- 亚里士多德逻辑
- 元数——函数或运算中自变量或算子的数量
- 逻辑断言
- 结合律
- 不对称
- 自动机
- 自同构
- 公理——看作真实的命题

## B
- 贝叶斯定理——概率论中的定理
- 循环论证——论证方式
- 偏差 (统计学)
- 逻辑双条件——if and only if
- 双射
- 二元关系——任何一組有序對; （在甲組上）甲的有序元素對的集合，即甲×甲的子集; （在兩組甲和乙之間）有序對的集合，其中甲中的第一個元素和乙中的第二個元素
- 布尔代数 (逻辑代数)——代数结构
- 边界案例
- 因明学

## C
- 范畴论——研究範疇、函子和自然變換的數學分支
- 范畴 (数学)
- 范畴论——研究範疇、函子和自然變換的數學分支
- 时间逻辑
- 可判定性
- 经典逻辑
- 组合逻辑——逻辑电路
- 交换律
- 紧致性定理——若可滿足一族一階句子的任意有限條，則可全部滿足
- 复杂性类——基於資源的複雜性相關的計算複雜性理論中的一系列問題
- 计算复杂性理论——數學理論
- 函数复合
- 可计算函数
- 计算
- 概念——可被不同方式理解的語意單位，比如心智表徵、能力、或抽象物體（哲學）
- 抽象与具体
- 因果关系——原因与结果之间互相依存的关系
- 条件概率——機率論名詞
- 条件证明
- 同构关系
- 联结
- 后果——原因与结果之间互相依存的关系
- 保守扩展
- 常数函数
- 构造性逻辑
- 构造性数学
- 构造性证明
- 语境主义
- 偶然性——一件事情在未来既可能发生，也可能不发生的随机状态
- 矛盾——兩個或多個命題之間的邏輯不兼容
- 逆命题
- 逆否命题
- 反事实条件
- 共指
- 推论
- 反例
- 柯里悖论

## D
- 决定性问题
- 从言与从实
- 演绎定理
- 定义项
- 定义——揭示概念内涵或外延的确切、简明语句
- 证明
- 指称
- 可数——具有与自然数集的子集相同的势的集合
- 否定前件
- 限定词
- 对角线引理
- 两难
- 弱化
- 析取
- 析取三段论
- 除法——運算
- 论域
- 双重否定
- 对偶——修辞手法

## E
- 初等等价
- 蕴含
- 等价
- 等价关系——传递的自反对称关系
- 歧义
- 演绎逻辑——邏輯上可以理解為前提的推理方法可以得出邏輯上的某些結論
- 排中律——传统逻辑基本规律之一，即认定对于每个命题，要么其为真，要么其为假
- 存在概括
- 存在量词
- 解释——對事物的現象、過程、狀態、道理等進行描述
- 明确定义
- 爆炸原理——理論
- 外延

## F
- 谬误——广义的谬误指的是错误的认识；狭义的谬误指的是错误的论证
- 可謬論
- 分割谬误
- 有限主义
- 一阶逻辑——使用於數學、哲學、語言學及電腦科學中的一種形式系統
- 不动点
- 形式谬误
- 形式语言——用数学方法，借助标记和符号研究自然语言和人工语言生成和转换机制与规则的语言
- 形式逻辑——對有效推論的哲學研究
- 形式证明
- 逻辑语义学
- 形式系统
- 合式公式
- 框架语义学
- 自由逻辑
- 函数 (数学)——数学二元关系，输入值集合中的每项元素皆能对应唯一一项输出值集合中的元素
- 模糊逻辑

## G
- 赌徒谬误
- 哥德尔不完备定理——定理一個廣泛的邏輯系統不能既一致又完整

## H
- 停机问题
- 逻辑和谐
- 异质性
- 层次结构
- 高阶逻辑——邏輯學
- 整体论——哲学观点
- 同态——兩個代數結構間的保持結構不變的映射

## I
- 幂等性
- 同一性——區別個人的品質
- 恒等函数
- iff——if and only if
- 直接推理
- 命令式
- 不完备定理
- 独立——国家领土的一种完全脱离原国家自治的状态
- 个体——具相对独立的结构和明确的物理边界、自主行使功能，能对外部刺激发生反应的生命单元
- 归纳论证
- 推理——从已知或假定为真的前提得出逻辑结论的行为或过程
- 推理规则——把相关领域的专家知识形式化地描述出来，形成系统规则的过程
- 无穷小
- 非形式谬误
- 单射函数
- 内部模型
- 实例化——软件开发中对象（类）的具体表现
- 预期解释
- 中间逻辑
- 解释 (逻辑)
- 直觉主义——一种强调直觉或直观在认识中的作用的思潮和学说
- 直觉主义逻辑
- 逆函数——对一个定函数做逆运算的函数
- 对合
- 迭代

## K
- 克里普克结构

## L
- λ演算
- 语言——溝通系統，人類表達意義的主要方式
- 同一律——传统逻辑基本规律之一，即认定每件事物都与其自身相同
- 矛盾律——传统逻辑基本规律之一，即认定相矛盾的命题在同一时间同一意义上不可能同时成立
- 引理 ——用於證明更複雜的定理的定理
- 说谎者悖论
- 线性逻辑
- 文字 (数理逻辑)
- 逻辑——對有效推論的哲學研究
- 逻辑门
- 逻辑蕴含
- 逻辑等价
- 逻辑运算符
- 逻辑真理
- 逻辑原子论——哲學理論
- 逻辑实证主义——以確證主義為核心的西方哲學運動的思想主義
- 逻辑主义
- LP——哲学逻辑有关弗协调理论的的一个分支

## M
- 多值逻辑——真值大于2的逻辑运算
- 逻辑双条件——if and only if
- 数学归纳法——一种数学证明方法
- 数学逻辑
- 矩阵——由若干行和列元素排列成的矩形陣列
- 分体论 (逻辑学)
- 元语言
- 元数学
- 元定理
- 元理论
- 极简主义
- 模态逻辑——非古典逻辑的一个分支，研究“必然”“可能”及其相关概念的逻辑性质和涉及这些情态概念的推理
- 模型论——從數理邏輯的角度對數學結構的一類研究
- 一元论
- 单调性——保留或反轉給定有序的有序集之間的函數
- 情态

## N
- 元数——函数或运算中自变量或算子的数量
- 关系 (数学)
- 自然演绎
- 自然语言
- 自然数——自然數集合中的數字（澄清是否包含零，使用Q28920044或Q28920052）
- 否定——运算
- 新基础
- 非经典逻辑
- 非标准模型
- 正规模态逻辑
- NP完全性——複雜度類別

## O
- 单射
- 逆命题
- onto
- 开放句子
- 逻辑或
- 有序对——一對有順序性的數學物件；長度為二的多元組

## P
- 配对函数
- 悖论——一种导致矛盾的命题
- 参数 (数学)——辅助变量或任意常数，用于描述系统或特定函数族中的数学函数
- 皮亚诺算术——公理系統
- 排列——数学概念
- 说服性定义
- 循环论证——论证方式
- 哲学逻辑——各种非经典逻辑分支的统称
- 哲学剃刀——哲学原则
- 多元论
- 波兰记法
- 实证主义——研究方法
- 可能性——數學基本概念
- 可能世界
- 语用学
- 谓词 (逻辑)
- 前提——逻辑学术语
- 概率逻辑——运用数理逻辑和其他数学工具，对概然（不确定）推理进行数量化、公理化和形式化研究的逻辑理论
- 概率论——數學理論
- 性质 (哲学)——客体的特性，表征存在物、事物、现象等并且区分一个存在物与另一个存在物、一物与另一物的主要特征
- 命题——抽象思维的基本形式之一，用陈述语句的真值（真或假）判断对错
- 命题变量
- 命题逻辑——邏輯系統
- 标点符号——書面上用於標明句讀和語氣的符號

## Q
- 质量——用來描述物理學中物質的絕對量
- 量化 (数理逻辑)——邏輯運算符，限定論域中滿足公式的個體數量
- 数量——中存在财产范围的大小或众多;属性,可以作为一个大小或存在许多
- Q.E.D.
- 引号——标点符号

## R
- 递归
- 递归定理
- 递归定义
- 递归函数
- 递归关系
- 红鲱鱼
- 归谬法
- 还原主义
- 相干逻辑
- 指称
- 自反关系——集合中每个元素都和自身相关的二元关系
- 反驳——辩论术语
- 关系语义
- 推理规则——把相关领域的专家知识形式化地描述出来，形成系统规则的过程
- 罗素悖论——英國哲學家羅素提出的悖論

## S
- 模式
- 达纳·斯科特——美国科学家
- 二阶逻辑
- 自我引用
- 符号学——主要研究符号的本质、符号的发展变化规律、符号的各种意义以及符号与人类多种活动之间关系的学术领域
- 命题演算——邏輯系統
- 字元集 (数理逻辑)
- 滑坡论证
- 诡辩
- 诡辩术
- 正确性——政府、官员和法律的权威为民众所认可的程度
- 规定性定义
- 陈述 (逻辑)
- 稻草人论证——非正式謬誤的類型
- 严格条件
- 结构规则
- 子语言
- 亚结构逻辑
- 后继函数
- 满射函数
- 三段论
- 对称性——二元关系类型
- 語法

## T
- 温度悖论
- 三元运算
- 定理——基於既定陳述之上所證明出的陳述
- 理论——沉思和理性的抽像或概括思維，或這種思維的結果
- 三值逻辑
- 波浪号——附加符號
- 容忍
- 拓扑斯
- 全函数——数学二元关系，输入值集合中的每项元素皆能对应唯一一项输出值集合中的元素
- 传递闭包
- 传递关系
- 翻译——把一種語言的文字或話語等資訊轉變成另一種語言
- 三分律
- 真理——符合事實或現實的東西
- 真值表
- 真值
- 真值链接
- T-模式
- 图灵机——抽象計算模型
- 类型和个例的区别——区分概念与概念的特定实例的对象的区别
- 类型论

## U
- 一元运算——從操作數產生結果的數學過程; 從零個或多個輸入值（稱為操作數）到輸出值的計算。 操作數的數量是操作的元數
- 一元关系
- 全称量化——邏輯學術語
- 可靠性定理——邏輯術語，表示參數有效且其前提是真實的

## V
- 有效性——逻辑学术语
- 估值

## W
- 排中律——传统逻辑基本规律之一，即认定对于每个命题，要么其为真，要么其为假
- 否定为失败
- wff

## Z
- 芝诺悖论——一个哲学悖论